# Chelonodon laticeps
Chelonodon laticeps is een straalvinnige vissensoort uit de familie van kogelvissen (Tetraodontidae). De wetenschappelijke naam van de soort is voor het eerst geldig gepubliceerd in 1948 door Smith.